# Максимівка (Молодечненський район)
Максимівка (біл. вёска Максімаўка) — село в складі Молодечненського району Мінської області, Білорусь. Село підпорядковане Границькій сільській раді, розташоване в західній частині області.

## Відомі люди
- У селі народився Симон Рак-Михайловський ( 2 (14) квітня 1885 — 27 листопада 1938, Мінськ)  — делегат Першого Всебілоруського з'їзду, діяч Білоруського Народної Республіки, член Ради БНР, Посол I каденції сейму Польської Республіки ( 1922 - 1927 ). Діяч Білоруської соціалістичної громади, Білоруського соціал-демократичної партії і Білоруської селянсько-робітничої громади.  Публікувався в газетах «Наша Нива», «Білорусь», «Дзвін» та ін. Автор музики на слова Максима Богдановича «Зорка Венера».